# Hermes van Wynghene
Hermes van Wynghene (Ronse, 1500 – Brussel, 2 maart 1573), was hoogleraar in de rechtsgeleerdheid aan de Universiteit van Leuven in 1526 en vanaf 1550 lid van de Geheime Raad en dus vertrouweling van keizer Karel V en Filips II van Spanje.

## Loopbaan
Hermes van Wynghene was jurist en professor aan de universiteit van Leuven, waar hij de Instituten doceerde. In 1536 werd hij verkozen tot rector door de vijf vertegenwoordigers van de faculteiten tijdens een bijeenkomst van doctores en magistri in het klooster van de paters augustijnen. Eén jaar later werd hij evenwel uit zijn ambt ontzet naar aanleiding van zijn huwelijk met Margareta Aux Truyes (†1570) aangezien een rector een ongehuwde geestelijke diende te zijn.
In 1550 werd hij lid van de Geheime Raad, de hoogste regeringsinstelling, en volgde Viglius op als bewaarder van de charters van Vlaanderen, die in het Gravenkasteel van Rupelmonde werden bewaard. In 1555 kreeg hij van de Geheime Raad de opdracht samen met enkele anderen een deel van de Vlaamse costumen te herzien, meer bepaald deze van Gent en omstreken, en van de feodale hoven van Kortrijk, Oudenaarde en Ninove.  Van Wynghene stond waarschijnlijk op goede voet met de gevreesde landvoogd Alva, want in 1569 belastte deze hem met het opmaken van een inventaris van het archief van Rupelmonde.
In 1561 kocht Hermes van Wynghene de heerlijkheid Lint, maar bleef zijn geboortestad gunstig gezind en hielp de Ronsenaars in 1572 om bij de hertog van Alva een korting van 300 florijnen te bedingen op de speciale heffing van 2000 florijnen betaalbaar op Allerheiligen en Pasen.
Zijn kleindochter Anna van Wynghene trouwde met Filips van Boisschot, broer van Ferdinand van Boisschot.
Hermes van Wynghene stierf in 1573 en werd begraven in de Sint-Goedelekerk in Brussel.